# Леон Карпио, Рамиро
Рамиро де Леон Карпио (исп. Ramiro de León Carpio; 12 января 1942 — 16 апреля 2002) — гватемальский политик, президент страны с июня 1993 по января 1996 года.

## Биография
Изучал право в Университете Сан-Карлос, а затем в Университете Рафаэля Ландивара, где был редактором газеты Sol Bolivariano («Солнце Боливара»). После окончания учёбы поступил на государственную службу, работал в министерстве экономики с 1967 до 1969 года, после чего стал секретарем тарифного комитета. В 1970 году он стал постоянным секретарем Национального комитета по экономической и политической интеграции.
Затем он присоединился к правому Движению национального освобождения, чей кандидат Карлоса Арана победил на президентских выборах в том же году. Во время четырёхлетнего срока президентства последнего Рамиро де Леон занимал пост генерального секретаря Государственного консультативного совета. После этого переместился в частный сектор, с 1978 до 1981 года занимал должность юрисконсульта Гватемальской ассоциации производителей сахара, а с 1983 — пост генерального менеджера той же компании. После этого участвовал в бескровном перевороте, в результате которого Риоса Монтта на посту президента страны заменил Оскар Умберто Мехиа Викторес.
Вместе со своим кузеном Хорега Карпио основал правоцентристский Союз национального центра. 1984 стал одним из 21 депутатов от партии в Конгрессе Гватемалы. Играл важную роль в разработке конституции 1985 года, действующей до сих пор. Поддержал своего двоюродного брата в его попытке выиграть президентскую гонку того же года, но тот потерпел поражение во втором туре выборов. Тогда президентом стал Винисио Сересо. После этого де Леон вышел из рядов партии.
В 1989 году де Леон стал Defensor del Pueblo («Народный защитник»), гватемальским омбудсменом. Хотя этот пост и предоставлял ему право бороться за права человека, но на самом деле он не имел никакого влияния.
25 мая 1993 года был отстранен от власти президент Хорхе Серрано Элиас, после чего Конгресс отдал приказ арестовать де Леона. Однако он избежал ареста, сбежав крышами домов, и только после этого смог отправить сообщение с осуждением переворота. 1 июня Серрано был вынужден уехать из страны. Военные настаивали на том, чтобы новым главой государства стал вице-президент Густаво Эспина Сальгеро, но Сальгеро исполнял обязанности президента лишь до 5 июня, когда Конгресс предоставил полномочия президента страны де Леону.
Де Леон обещал защищать гражданские права и свободы, а также добиться прогресса в переговорах с партизанами. Он отправил в отставку министра обороны генерала Хосе Доминго Гарсиа Самайоа, заменив его на генерала Хорхе Перуссину Риверу. 3 июля кузен де Леона Хорге Карпио, который играл ведущую роль в мирных переговорах, был убит представителями «правого крыла». 26 августа президент потребовал, чтобы все депутаты Конгресса и члены Верховного суда подали в отставку. Это создало кризис, который не было назад к 16 ноября, когда было принято 43 поправки к действующей конституции, которые были одобрены на референдуме 30 января 1994.
6 января были возобновлены переговоры с основными партизанскими группами под эгидой ООН и ОАГ, а также со снижением роли военных в переговорах. 29 марта де Леон подписал Общую хартию о правах человека.
Убийство председателя Верховного суда 3 апреля и уничтожение гражданских лиц военными в Ксамани (департамент Альта-Верапас) 5 октября 1995 года привели к росту уровня напряжённости в стране и положили конец мирным процессам. Тем не менее, при таких условиях удалось провести свободные выборы состоялись 14 ноября. Во втором туре (7 января 1996) победу одержал Альваро Арсу.
В октябре 1996 года де Леон стал депутатом Центральноамериканского парламента. В течение следующих нескольких лет работал в качестве советника и международный наблюдатель на выборах от ОАГ. 1999 года присоединился к Гватемальского республиканского фронта и был избран в Конгресс по результатам ноябрьских выборов. 18 марта 2002 года потерял своё место в парламенте и в партии. Хотел написать мемуары и снова стать международной деятельности, но умер во время посещения Майами в США 16 апреля, вероятно от диабетической комы.